# Сільвані Бертон
Сільвані Бертон (англ. Sylvanie Burton; нар. 1965) — політик з Домініки, яка обіймає посаду президента Домініки з 2023 року, після того, як була обрана на президентських виборах у Домінікані в 2023 році. Вона перша жінка і перший президент Домініки з числа корінних народів (калінаго).

## Кар'єра
З 2014 року Бертон обіймала посаду постійного секретаря у різних міністерствах, у тому числі у міністерствах суспільного розвитку, навколишнього середовища, модернізації сільських районів, розвитку Калінаго та розширення прав та можливостей виборців, закордонних справ, торгівлі, молоді та соціальних служб. Бертон також раніше обіймала посаду співробітника розвитку у Міністерстві у справах Калінаго.
Бертон була висунута урядом ДЛП на чолі з Рузвельтом Скеррітом на посаду наступника президента Чарлза Саваріна. Її кандидатуру було відхилено лідером опозиції Джесмой Пол Віктор, що призвело до виборів у парламент проти кандидата опозиции.

## Особисте життя
Бертон одружена, у неї двоє дітей. Вона має ступінь магістра у сфері управління проектами і ступінь бакалавра у сфері розвитку сільських районов.
1. ↑  Sylvanie Burton” the first female President of the Commonwealth of  DominicaThe first indigenous president — NTL Incorporated.
2. ↑  https://news.gov.dm/news/news-items/pm-skerrit-names-mrs-sylvanie-burton-as-presidential-nominee
3. ↑  Бёртон, Сильвани — 2023.